# Under tha Influence
Under tha Influence è il sesto album del rapper statunitense DJ Quik, pubblicato il 4 giugno 2002 e distribuito dall'indipendente Bungalo, filiale della Universal Music. Il disco vende 41 000 copie fisiche nella prima settimana ed entra nella Billboard 200. Interamente prodotto da DJ Quik (eccetto che per una traccia di Dr. Dre), l'album vede le apparizioni di ospiti quali Talib Kweli, lo stesso Dre, Pharoahe Monch, AMG e 2nd II None.

## Ricezione
| Recensione | Giudizio |
| ---------- | -------- |
| AllMusic   | [ 1 ]    |
| RapReviews | [ 3 ]    |
| Vibe       | [ 4 ]    |

Il disco è apprezzato dai critici. Jason Birchmeier di Allmusic, scrive che Quik ha un po' abbandonato il g-funk per toni più dirty south, apprezzando specialmente la produzione più che le performance «banali» da rapper. Steve Juon di RapReviews gli assegna nove decimi, mette DJ Quik nel novero dei migliori artisti hip hop di sempre pur non essendo un eccelso paroliere: «canzoni come il singolo Trouble mostrano che, anche se non è considerato nella stessa lega di Biggie, Nas, Rakim o Pac, non c'è nulla di vergognoso nel suo gioco.»

## Tracce
La traccia 16 riportata sulla copertina è contenuta nella traccia 15.
1. Tha Proem (featuring Hi-C, Talib Kweli & Shyheim) – 5:09 (testo: David Blake, Shyheim Franklin, Talib Greene, Crawford Wilkerson – musica: DJ Quik)
2. Trouble (featuring AMG) – 3:40 (testo: Blake, Jason Lewis – musica: DJ Quik)
3. Come 2Nyte (featuring Truth Hurts) – 4:09 (testo: Blake, Shari Watson – musica: DJ Quik)
4. Put It on Me (featuring Dr. Dre & Mimi) – 5:00 (testo: Blake, Royal Harbor, Andre Young – musica: Dr. Dre)
5. Murda 1 Case (featuring KK & Pharoahe Monch) – 3:38 (testo: Blake, Troy Jamerson, Kelton McDonald – musica: DJ Quik)
6. Ev'ryday (featuring Hi-C & James DeBarge) – 3:21 (testo: Blake, James DeBarge, Wilkerson – musica: DJ Quik)
7. Get Loaded (featuring AMG) – 4:45 (testo: Blake, Lewis – musica: DJ Quik)
8. Gina Statuatorre (featuring Chuckey) – 3:52 (testo: Blake – musica: DJ Quik)
9. 50 Ways (featuring Wanya Morris) – 3:39 (testo: Blake, Wanya Morris, Phil Ramone, Paul Simon – musica: DJ Quik)
10. Quik's Groove 6 – 4:12 (testo: Blake – musica: DJ Quik)
11. Get tha Money (featuring Suga Free) – 2:43 (testo: Blake, Dejuan Walker – musica: DJ Quik)
12. One on 1 – 3:00 (testo: Blake – musica: DJ Quik)
13. Sex Crymee – 3:33 (testo: Blake – musica: DJ Quik)
14. Birdz & Da Beez (featuring Hi-C & AMG) – 3:46 (testo: Blake, Lewis, Wilkerson – musica: DJ Quik)
15. Oh Well/Out (featuring Will Hudspeth (in Oh Well)) – 11:35 (testo: Blake – musica: DJ Quik)

Durata totale: 66:02

## Classifiche
| Classifica (2002)         | Posizione massima |
| ------------------------- | ----------------- |
| Stati Uniti               | 27                |
| US Top R&B/Hip-Hop Albums | 7                 |